# Сахсабай
Сахсабай  (алт. Саксабай)  — посёлок в Усть-Коксинского района Республики Алтай России. Входит в состав Огнёвского сельского поселения.

## География
Расположено в приграничной территории юго-западной части Республики Алтай в горно-степной зоне и находится у реки Катунь.

## Население
| 2010 | 2011 | 2012 | 2013 | 2014 | 2015 |
| ---- | ---- | ---- | ---- | ---- | ---- |
| 17   | →17  | ↗19  | →19  | →19  | ↘18  |
| 2016 |      |      |      |      |      |
| ↘17  |      |      |      |      |      |

Национальный состав
Согласно результатам переписи 2002 года, в национальной структуре населения русские составляли 100 % от общей численности населения в 17 жителей

## Инфраструктура
Личное подсобное хозяйство. Животноводство.

## Транспорт
Находится на автодороге регионального значения «Подъезд к п. Сахсабай)» (идентификационный номер 84К-75) длиной 5,363 км.  (Постановление Правительства Республики Алтай от 12.04.2018 N 107 «Об утверждении Перечня автомобильных дорог общего пользования регионального значения Республики Алтай и признании утратившими силу некоторых постановлений Правительства Республики Алтай»).